# باول جيلز
باول جيلز هو لاعب هوكي الجليد كندي، ولد في 31 ديسمبر 1963 في تورونتو في كندا.

## وصلات خارجية
- باول جيلز على موقع دوري الهوكي الوطني (الإنجليزية)
- باول جيلز على موقع قاعة مشاهير الهوكي (لاعب أن.إتش.أل) (الإنجليزية)
- باول جيلز على موقع EliteProspects.com (الإنجليزية)
- باول جيلز على موقع HockeyDB.com (الإنجليزية)
- باول جيلز على موقع Hockey-Reference.com (الإنجليزية)